# Joh. Plesner
Johannes Ulrik Plesner, kendt som Joh. Plesner (12. maj 1857 i Vedersø ved Ringkøbing – 17. februar 1922 i København) var en dansk underviser, søn af sognepræst J.F. Plesner, bror til arkitekten Ulrik Plesner og far til historikeren Johan Plesner. 

## Lærer og maler
Han var søn af sognepræst Johan Frederik Plesner (1815-1892) og Marie Lucie Hastrup (1823-1868). Plesner, der var student fra Borgerdydskolen på Christianshavn 1876, blev cand. theol. 1882. Han slog tidligt ind på en karriere som underviser, dels i sin gamle skole, dels i Efterslægtselskabets Skole. I midten af 1880'erne rejste han et år til Italien, hvilket genoplivede hans gamle begejstring for tegning og malerkunst. Plesner gik derefter tre år på Kristian Zahrtmanns malerskole og udstillede på Charlottenborg Forårsudstilling. Han havde dog en veludviklet selvkritik, og han kunne se, at hans talent ikke rakte langt nok. Han lagde derfor penslen på hylden, og fra 1889 underviste han atter.

## Skoleleder og pædagog
1893-1905 var Plesner så bestyrer af Birkerød Kostkole, som dimitterede til studentereksamen. Skolen havde været i tilbagegang siden Johan Mantzius' død (1890), men Plesner fik den atter på ret kurs. Han følte sig dog udsat i stillingen, og derfor accepterede han i 1905 stillingen som forstander for Det kongelige Blindeinstitut. Da Plesner tiltrådte, hørte blindeforskolen på Refsnæs ind under instituttet, og han var optaget af dens udvikling. Han udvidede den betydeligt og fik den i 1918 udskilt som en selvstændig anstalt. På selve Blindeinstituttet søgte han at råde bod på praktiske skavanker ved lokalerne og fik gennemført forbedringer. Plesners primære indsats var dog, at han fik etableret en ordning for afgåede håndværkerelevers fortsatte uddannelse: På instituttets foranstaltning kunne de sættes i en treårig lære hos seende eller blinde mestre ude i landet. 
Plesner sad i bestyrelserne for Foreningen til at fremme Blindes Selvvirksomhed og for Hjem for arbejdsføre blinde Kvinder. Han blev Ridder af Dannebrog 1908.
Gift 19. juli 1895 i Farum Kirke med Dora Marie Alberta Schiødte (12. august 1873 i Skanderborg – 17. februar 1958 i Birkerød), datter af kateket i Skanderborg, senere sognepræst, sidst i Farum Sogn, Christian Cornelius Lerche Schiødte (1840-1907) og Dorothea Camilla Elisabeth Poulsen (1842-1920). 
Han er begravet på Birkerød Kirkegård.